# Modlící se Kristus (El Greco)
Modlící se Kristus neboli Hlava Krista je olejomalba španělského malíře řeckého původu Dominikose Theotokopulose, známého jako El Greco. 

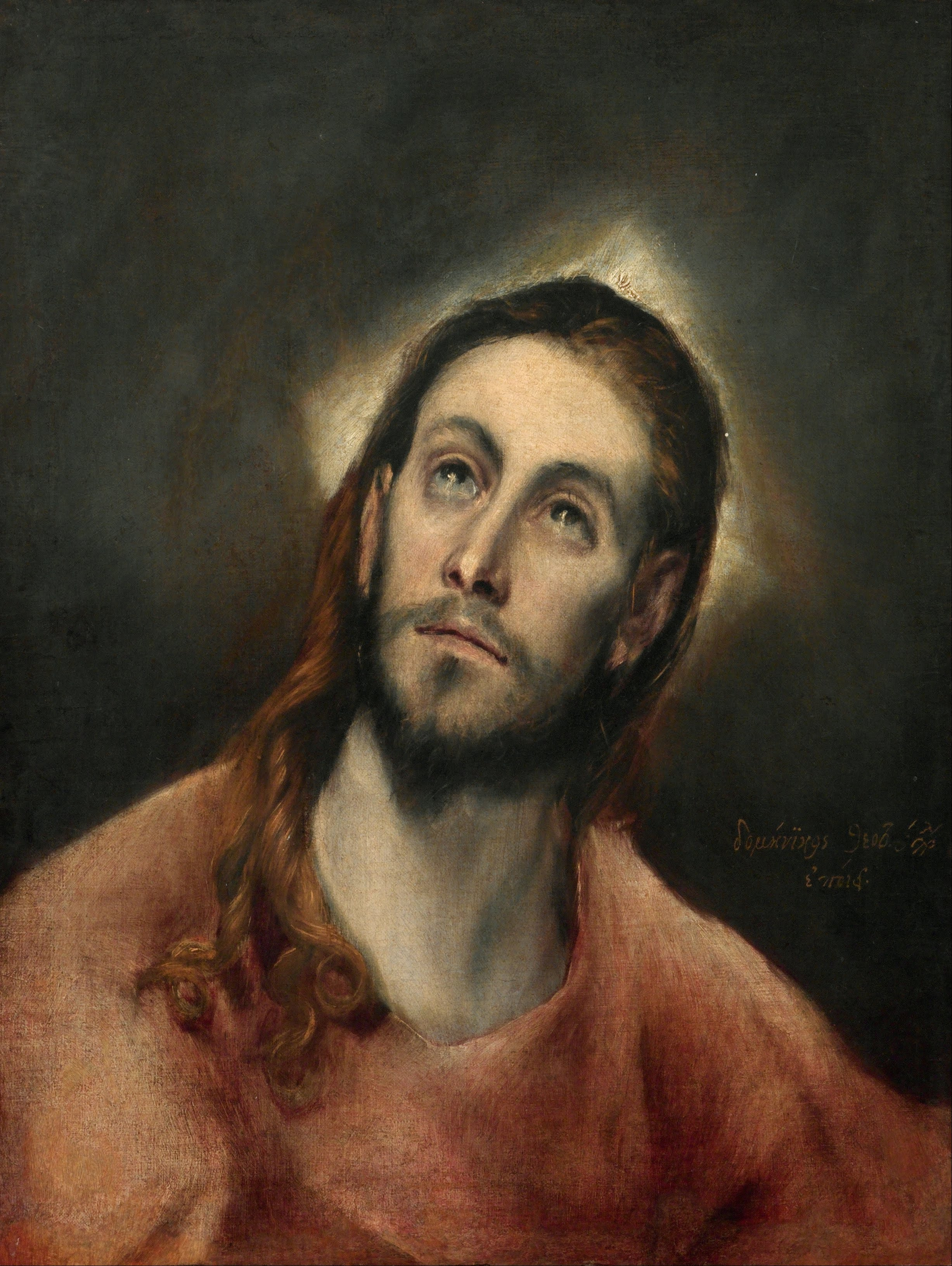
Hlava Krista
(1587-1597)
61 x 46 cm
Národní galerie v Praze

Obraz byl malován pravděpodobně pro osobní pobožnost jako součást soukromé kaple. Jedná se o zjednodušenou verzi hlavy Krista z obrazu Svlékání Kristova roucha z toledské katedrály. Velká podobnost zejména v modelování tváře, výrazu i pozici je ve vztahu k obrazu Kající Marie Magdalény. Kolem hlavy Krista je kosočtverečná svatozář, jakou El Greco maloval kolem téměř všech Ježíšových obrazů. Také strnulé oči upřené vzhůru jsou prvkem, který se často opakuje v mnoha obrazech svatých. 
O deset let později El Greco maloval druhou verzi Kristova obrazu. Kompozice je stejná: Kristus je obrácen napravo a jeho hlava je mírně skloněna směrem doleva. Umělec použil jemné impasto, aby zdůraznil účinky světla viditelného hlavně na čele, zejména na levé straně; obličej je zdůrazněn především v oblasti vlasů. Tmavá linie na rtech zvýrazňuje účinek mírně rozevřených rtů. 
Verze tohoto obrazu, vlastněná Národní galerií v Praze, je jediným El Grecovým dílem na území Česka.